# تاتیانا هایراپتیان
تاتیانا باگراتی هایراپتیان (ارمنی: Տատյանա Բագրատի Հայրապետյան؛ زادهٔ ۱۰ مهٔ ۱۹۲۴ - درگذشته ۱۲ اوت ۲۰۱۶) نوازنده ویولن اهل ارمنستان بود.

## زندگی‌نامه
وی در ۱۰ مهٔ ۱۹۲۴ در ایروان به دنیا آمد و از کنسرواتوار مسکو فارغ‌التحصیل گشت. سرگئی سمباتیان نوه وی می‌باشد. وی برنده جوایزی همچون مدال موسس خورناتسی (۲۰۱۰) است. وی در ۱۲ اوت ۲۰۱۶ در سن ۹۲ سالگی در ایروان درگذشت و در آرامستان مرکزی ایروان (توخماخ) به خاک سپرده شد.

## نگارخانه

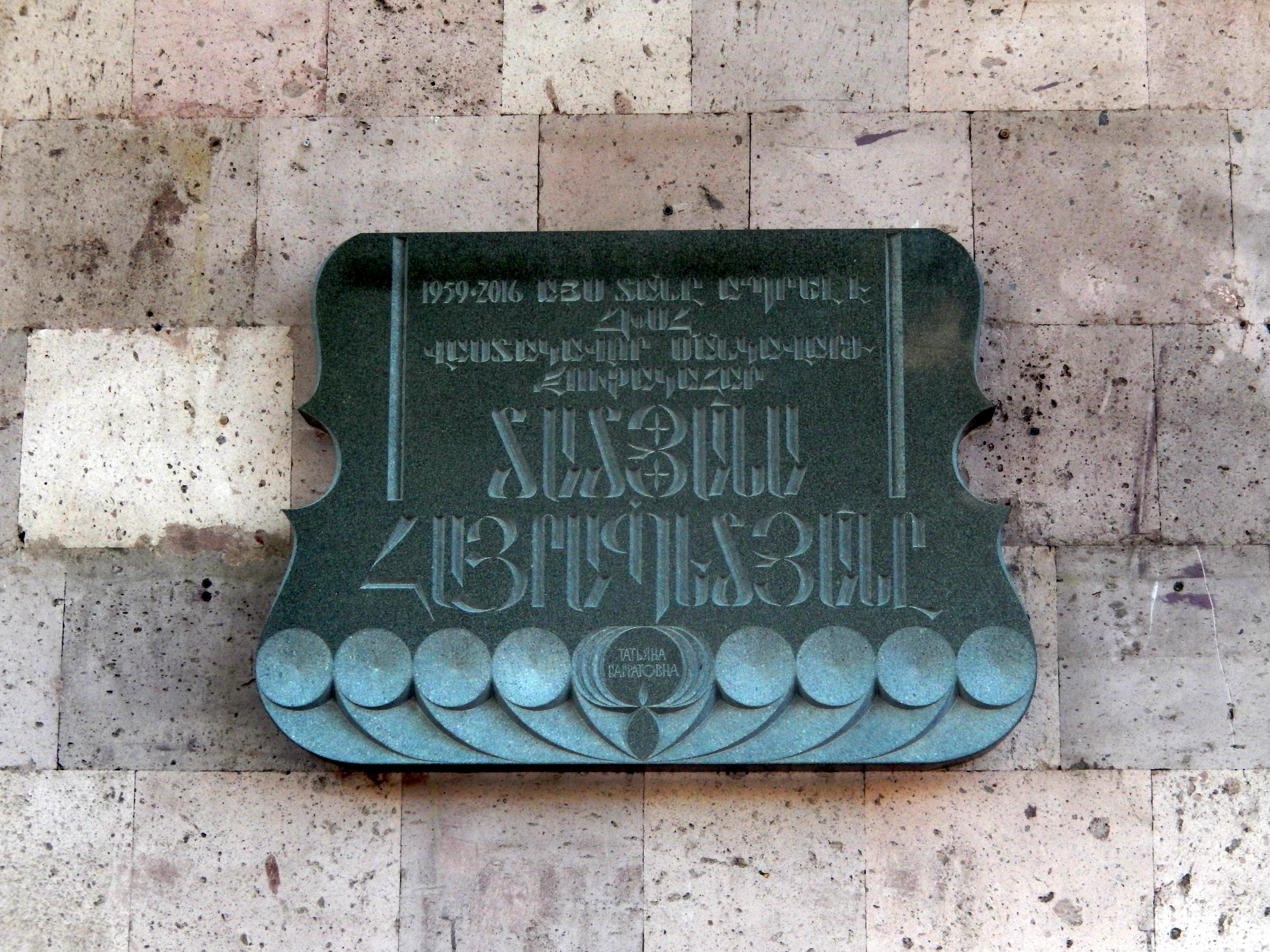